# Heinz Bochmann (Maler)
Heinz Bochmann (* 29. Mai 1921 in Oelsnitz/Erzgeb.; † 22. Januar 2011 in Bad Doberan) war ein deutscher Landschaftsmaler und Aquarellist.

## Leben
Heinz Bochmanns Zeichentalent wurde während seiner Schulzeit entdeckt. Daraufhin erhielt er bereits als 10-Jähriger privaten Zeichenunterricht bei einem Kunstmaler. Zunächst erlernte er den Beruf eines Möbelmalers. Wegen seiner exzellenten Leistungen beendete er die viereinhalbjährige Lehre bereits nach drei Jahren. Er bemalte zunächst Bauernmöbel mit erzgebirgischen Ornamenten und Figuren. Zeichenunterricht erhielt er bei Prof. Ammon in Chemnitz, bei Heinrich Lietz in Stralsund sowie bei „Effenberg & Holst“ in Schwerin.
Mit 18 Jahren, im Jahre 1939, wurde er Soldat. Nach fünf Jahren Kriegsgefangenschaft kehrte er 1950 aus Russland zurück. Auch in seiner Zeit bei der Wehrmacht und in Kriegsgefangenschaft half ihm sein Zeichentalent beim Überleben.
1959 siedelte er nach Bad Doberan über und übernahm dort die Leitung der Konsum Werbeabteilung.
Ab 1986 widmete er sich ganz der Malerei und beschäftigte sich ab 1991 intensiv mit der Aquarell-Malerei.

## Werke (Auswahl)
- 2002: Segelboote am Ufer.
- unbekannt: Mecklenburger Kate am Bodden.
- unbekannt: Mecklenburger Reetdachhaus.
- unbekannt: Blick auf die Mecklenburger Ostsee.
- unbekannt: Gastwirtschaft und Mühle in Vietlübbe.
- 1970 bis 1989: Morgenstimmung im Gebirge.
- unbekannt: Fischerkaten mit Mühle.

## Ausstellungen (Auswahl)
- 1963 bis 1969: „Kunst der Ostseeländer“ in Rostock
- 2017: „Kunst Offen Heinz Bochmann“ in Schwaan